# Odcinek ST

Odcinek ST na wyidealizowanym schemacie zapisu EKG pojedynczego cyklu pracy serca.

Odcinek ST – w terminologii medycznej określenie fragmentu zapisu elektrokardiograficznego odpowiadającego początkowej fazie repolaryzacji mięśnia komór serca. 
W warunkach prawidłowych powinien być izoelektryczny, czyli znajdować się na tej samej wysokości co odcinek TP (w przypadku EKG wysiłkowego porównuje się jego lokalizację z odcinkiem PQ).
Zmiany lokalizacji odcinka ST:
- obniżenie, zwłaszcza poziome, jest objawem choroby niedokrwiennej serca, a przy współistnieniu ujemnego załamka T jest objawem NSTEMI;
- uniesienie odcinka ST, przyjmujące postać uwypuklenia ku górze (tzw. fala Pardeego) jest objawem STEMI.

Przeczytaj ostrzeżenie dotyczące informacji medycznych i pokrewnych zamieszczonych w Wikipedii.